# إرنست وادزورث
إرنست وادزورث (30 سبتمبر 1850 - 7 يناير 1918)  (بالإنجليزية: Ernest Wadsworth)‏ هو لاعب كريكت بريطاني.